# Pagaronia shobarana
Pagaronia shobarana är en insektsart som beskrevs av Toyohi Okada 1978. Pagaronia shobarana ingår i släktet Pagaronia och familjen dvärgstritar. Inga underarter finns listade i Catalogue of Life.